# Pârșcoveni
Pârșcoveni is een Roemeense gemeente in het district Olt.
Pârșcoveni telt 3164 inwoners.